# Super Smash Bros. для Nintendo 3DS та Wii U
Super Smash Bros. для Nintendo 3DS і Super Smash Bros. для Wii U — це дві кросоверні бойові відеоігри 2014 року, розроблені Bandai Namco Studios і Sora Ltd. і опубліковані Nintendo для ігрових консолей Nintendo 3DS і Wii U. Це четверта частина серії Super Smash Bros., наступна за Super Smash Bros. Brawl. Версія Nintendo 3DS була випущена в Японії 13 вересня 2014 року, а в Північній Америці, Європі та Австралії наступного місяця. Версія Wii U була випущена в Північній Америці, Європі та Австралії в листопаді 2014 року, а в Японії — наступного місяця.
Як частина серії Super Smash Bros., Super Smash Bros. для Nintendo 3DS і для Wii U — це нетрадиційні бойові ігри, де гравці використовують різні атаки, щоб послабити своїх супротивників і вибити їх з арени. Ігри є перехресними назвами, які містять персонажів, предмети, музику та етапи з різних франшиз Nintendo, а також із кількох франшиз сторонніх розробників. Ігри почали розробляти в 2012 році та були анонсовані на E3 2013. Геймплей був налаштований таким чином, щоб він був між швидшою, орієнтованішою на змагання Super Smash Bros. Melee та повільнішою, більш казуальною Super Smash Bros. Brawl.
Нові функції включають можливість одночасної боротьби до восьми гравців у версії для Wii U, підтримку лінійки Amiibo від Nintendo (однієї з перших ігор, яка це зробила), використання користувацьких Mii як бойовиків, вміст для завантаження після випуску, включаючи додаткові бійці та етапи, а також настроювані спеціальні рухи. Деякі функції з попередніх ігор серії було видалено, як-от сюжетний режим із Brawl. Критики аплодували тонкому налаштуванню існуючих елементів ігрового процесу Super Smash Bros., але критикували деякі проблеми з онлайн-грою. Обидві версії добре продавалися: версія 3DS була продана тиражем понад дев'ять мільйонів копій в усьому світі до вересня 2022 року, а версія для Wii U — понад п'ять мільйонів копій за той самий період. За нею вийшла Super Smash Bros. Ultimate для Nintendo Switch у 2018 році.

## Ігровий процес
Як і в попередніх іграх серії, Super Smash Bros. — це багатокористувацький бойовий платформер, де гравці використовують різні атаки, прийоми та предмети, щоб завдати шкоди своїм супротивникам і вибити їх з арени. Коли відсоток шкоди персонажа збільшується, він відлітає далі, коли його атакують, і зрештою може бути вибитий досить далеко за межі ігрового поля, щоб бути нокаутованим. Щоб допомогти гравцям під час бою, на полі бою іноді з’являються предмети, більшість із яких представляють різні відеоігри, представлені в серії. Предмет, який називається Smash Ball, дозволяє гравцям використовувати потужну атаку, характерну для персонажа, відому як «Final Smash». Іншим предметом є допоміжний трофей, який викликає різних неігрових персонажів із представленої серії на поле, щоб допомогти призувачу. Як і його попередники, Super Smash Bros. містить колекційні внутрішньоігрові трофеї, засновані на персонажах або предметах, яких можна побачити в різних іграх Nintendo або у сторонніх розробників.
Кожен етап тепер має альтернативну форму Omega, яка замінює макет етапу плоскою поверхнею з виступами з обох боків і усуває всі небезпеки етапу, подібно до етапу «Final Destination», плоского рівня середнього розміру без небезпеки. Певні етапи, колекційні трофеї та ігрові функції є ексклюзивними для кожної версії, причому версія Wii U переважно містить елементи, взяті з назв домашньої консолі, а версія 3DS бере елементи переважно з ігор для портативних комп’ютерів. Обидві ігри містять переглянуті етапи з минулих записів у серії та нові етапи, що представляють нещодавно представлені властивості або нещодавні записи в існуючих.
Новим у серії є можливість налаштовувати як існуючих персонажів, так і власних бійців Mii, змінюючи їхні атаки та надаючи їм унікальні бонуси. Цих персонажів можна переносити між версіями гри 3DS і Wii U, а також певні предмети, отримані в певних режимах. Крім того, гравці можуть використовувати Amiibo, щоб тренувати керованих комп’ютером гравців та імпортувати їх у матч.
Обидві версії гри підтримують локальну та мережеву багатокористувацьку гру. У той час як локальні та онлайн-матчі з друзями мають повністю настроювані правила, онлайн-матчі з незнайомцями поділяються на два режими: «Для розваги» та «Для слави». У режимі «Для розваги» представлені випадкові етапи та предмети, лише з матчами, визначеними за часом, і етапи Omega опущені, тоді як «Для слави» містить матчі з запасами без предметів суто на етапах Omega, а також включає стандартні битви Smash та битви 1-на-1, усі з яких перемагає гравець і втрати записані з «Для слави». Індивідуальні персонажі, Mii і Amiibo не можна використовувати в онлайн-матчах проти незнайомців. Крім того, сольна гра знову включає в себе класичний режим, у якому налаштування інтенсивності безпосередньо вплинуло на попередній проєкт Масахіро Сакурая, Kid Icarus: Uprising, у якому гравці можуть ускладнювати гру, витрачаючи внутрішньоігрову валюту, щоб отримати більші винагороди. Гра Home-Run Contest від Melee також повертається із змагальною варіацією до чотирьох гравців. Обидві версії мають два нових режими. У Target Blast гравці збивають бомбу, що цокає, перш ніж запустити її в набір цілей, щоб заробити якомога більше очок, викликаючи ланцюгову реакцію. Trophy Rush дозволяє гравцям розчищати падаючі ящики, щоб створити вимірювач температури та швидко заробити нові трофеї та предмети налаштування.
На додаток до системи модерування, щоб запобігти гриферству, у грі є онлайн-система рейтингу «Global Smash Power» для оцінки гравця в режимі соло, яка показує, скільки інших гравців було перевершено, а не вказує їхню позицію в таблиці лідерів. Попри те, що в грі немає системи рейтингу для онлайн-матчів, було введено матчмейкинг між гравцями однакового рівня кваліфікації. Онлайн також має Режим глядача, де глядачі можуть робити ставки на інших гравців, щоб виграти більше золота, і Conquest, у якому гравці можуть підтримувати вибраних персонажів, граючи за них онлайн, отримуючи нагороди, якщо їхня підтримувана команда виграє, і отримуючи бонусні нагороди за переможну серію.

### Особливості версій
Версія для Nintendo 3DS містить стереоскопічну 3D-графіку з додатковими затіненими контурами, щоб зробити персонажів більш помітними. Гра також має два ексклюзивні режими; Smash Run і StreetSmash. Smash Run, оснований на режимі City Trial від Kirby Air Ride, дозволяє гравцям переміщатися у відкритому середовищі, битися з ворогами, керованими комп’ютером, щоб отримати бонуси, що збільшують характеристики, перш ніж зіткнутися один з одним у випадково вибраному матчі, наприклад вертикальні або горизонтальні гонки один проти одного або битви за різними спеціальними правилами. StreetSmash — це гра на основі StreetPass, у якій гравці керують диском на дошці зверху вниз і намагаються вибити своїх опонентів з арени. Версія 3DS підтримує додаткові елементи керування, представлені в New Nintendo 3DS, наприклад використання C-Stick для запуску Smash Attack, але несумісна з периферійним пристроєм Circle Pad Pro через апаратні обмеження.
Версія Wii U має графіку високої чіткості 1080p і спеціальний режим 8-Player Smash, який дозволяє одночасно грати до восьми гравців. Цей режим обмежений певними більшими етапами, і в нього не можна грати онлайн, хоча додаткові етапи були доступні для восьми гравців за допомогою оновлень після випуску. Різні режими з версії 3DS, такі як класичний режим, містять різні зміни у версії Wii U, при цьому деякі режими дозволяють двом гравцям грати разом або один проти одного в інших режимах. Версія Wii U також містить три ексклюзивні нові режими гри; Smash Tour, Special Orders, і Event Mode. Smash Tour — це традиційний режим настільної гри, у якому до чотирьох гравців збирають команду бійців, яких вони підбирають на дошці. Гравці можуть змінювати розмір ігрової дошки, кількість ходів і вибирати, чи дозволено їм мати на дошці власних персонажів (за винятком Mii). У цьому режимі гравці заробляють бонуси, що збільшують статистику, запускаючи різні битви та події по дорозі. Спеціальні накази — це серія завдань, які встановлюють Master Hand і Crazy Hand, за які гравці можуть спробувати отримати нагороди. Кожного разу, коли битва виграна, винагорода та ставки зростуть, але якщо раунд програно, усі накопичені призи будуть втрачені. У Event Mode один або два гравці можуть брати участь у тематичних випробуваннях, рухаючись уздовж шляху за завершенням.
Версія Wii U має широку сумісність із контролерами; Wii U GamePad, Wii Remote, Wii Remote та Nunchuk, Classic Controller, Classic Controller Pro, Wii U Pro Controller, контролер GameCube через адаптер контролера GameCube для Wii U та системи Nintendo 3DS (з використанням копії версії 3DS або додаток Smash Controller, випущений 14 червня 2015 року). Унікальні для цієї версії функції повертаються, зокрема Special Smash, що передбачає унікальні правила, режим Stage Builder і Photo, які дозволяють гравцям створювати персоналізовані сцени та діорами (за допомогою сумісної SD-карти), а також демонстраційні версії класичних ігор у галереї «Шедеври». Оновлення від 15 квітня 2015 року додало функції обміну вмістом, а етап Miiverse було додано безкоштовно 14 червня 2015 року. Оновлення, випущене 31 липня 2015 року, додало режим онлайн-турніру.

### Ігрові персонажі
Super Smash Bros. для Nintendo 3DS і Wii U містить список із 58 ігрових персонажів (51 на диску та 7 доступних у вигляді завантажуваного вмісту), взятих як із власних франшиз Nintendo, так і з деяких сторонніх франшиз. Базова гра включає 17 новачків: Wii Fit Trainer, Animal Crossing's Villager, Розаліну, Боузера-молодшого з серії Маріо (з Розаліною супроводжує Luma), Little Mac із Punch-Out!!, Greninja з Pokémon X і Y, Палутена з Kid Icarus, Темна яма з Kid Icarus: Uprising, Люцина та Робін з Fire Emblem Awakening, Shulk з Xenoblade Chronicles, пес і качка як дует із Duck Hunt, Mega Man компанії Capcorm, Pac Man компанії Bandai Namco та Mii Fighter, якого можна налаштувати за допомогою одного з трьох стилів бою: Brawler, Swordfighter і Gunner.  Деякі персонажі, такі як Wii Fit Trainer і Боузер мл. мають кілька варіантів, наприклад різні статі та альтернативні скіни персонажів, які вибираються так само, як і альтернативні кольори. Деякі бійці, що повертаються, які могли змінювати форму під час матчу в попередніх іграх серії, тепер можна грати лише як окремі персонажі. Таким чином, Зельда, Шейк, Самус і Zero Suit Самус тепер є окремими бійцями разом із Чарізардом, який раніше був включений разом із тепер відсутніми Сквиртлом та Айвісавром у команду Тренера Покемонів у Brawl. Доктор Маріо, який вперше з'явився в Super Smash Bros. Melee, повертається до реєстру після його відсутності в Brawl. Ice Climbers спочатку планувалося включити, але було вилучено через технічні обмеження 3DS. Вовк О'Доннелл і Солід Снейк також відсутні після їх появи в попередній грі.

### Персонажі, яких можна завантажити
Окрім основного списку, сім додаткових персонажів, у тому числі три персонажі, що повернулися, і чотири новачки, були випущені як вміст для завантаження між квітнем 2015 року та лютим 2016 року. М'юту, який востаннє з’являвся в Melee, був випущений 28 квітня 2015 року, але був доступний 15 квітня 2015 року лише для членів Club Nintendo, які придбали та зареєстрували версії гри для 3DS і Wii U до 31 березня 2015 року. Рой із Fire Emblem: The Binding Blade, який востаннє з’являвся в Melee, і Лукас із Mother 3, які востаннє з’являлися в Brawl, разом із Рю з франшизи Capcom Street Fighter, були випущені 14 червня 2015 року. Cloud Strife із Square Enix Final Fantasy VII вийшов 15 грудня 2015 року, після зростання запитів на персонажів серії Final Fantasy. Нарешті, Коррін із Fire Emblem Fates і Bayonetta із Sega та Bayonetta від Nintendo вийшли 3 лютого 2016 року в Північній Америці, Європі та Японії наступного дня.
Байонетту було обрано загальним переможцем у всьому світі серед «переговорних і реалізованих» персонажів під час голосування за номінаціями гравців, яке проходило з 1 квітня 2015 року по 3 жовтня 2015 року, посівши перше місце в Європі та серед п’яти найкращих в Північній Америці. Сакурай та колишній генеральний директор Nintendo Сатору Івата вирішили не розголошувати найпопулярніших бійців опитування, вважаючи, що якби вони були, «люди могли б вимагати їх від відповідних ігрових компаній», що б спричинити «певні незручності» для будь-яких переговорів. У жовтні 2021 року Сакурай розповів, що Сора з серії Kingdom Hearts і Банджо і Казуї з серії Banjo-Kazooie були двома найзапитуванішими бійцями в опитуванні; обидва зрештою були додані до серії як персонажі DLC для Super Smash Bros. Ultimate. Коррін був розроблений як завантажуваний персонаж у відповідь на критичний і комерційний успіх Fire Emblem Fates в Японії та в очікуванні всесвітньої локалізації гри на завантажити.

## Розробка
Колишній генеральний директор Nintendo Сатору Івата вперше оголосив, що нова гра Super Smash Bros. була запланована для Nintendo 3DS і Wii U на виставці E3 2011 у червні 2011 року, але розробка офіційно почалася лише після завершення іншого проєкту творця серії Масахіро Сакурая, Kid Icarus: Uprising, у березні 2012 року. Пізніше було виявлено, що гра є спільним проєктом між Bandai Namco Studios і Sora Ltd, де різні співробітники Bandai Namco з серії Soulcalibur і Tekken допомагають Сакураю у розробці. Інші компанії також допомагали в його розвитку, наприклад tri-Crescendo. Сакурай, який раніше був єдиною особою, відповідальною за баланс у кількох бійцях серії, залучив більше персоналу для подальшого покращення конкурентного балансу гри. Гру було офіційно представлено на виставці E3 2013 11 червня 2013 року під час Nintendo Direct. Разом зі скріншотами, які щодня публікувалися на офіційному веб-сайті гри та в спільноті Miiverse, були випущені різні кінематографічні трейлери, які представляли кожного з абсолютно нових бійців. Сакурай вирішив використати ці трейлери, які виграють від спільного використання Інтернету, на відміну від включення сюжетної кампанії, подібної до режиму Subspace Emissary, представленого в Brawl, оскільки він вважав, що враження від перегляду кінематографічних роликів режиму вперше було зіпсовано людьми, які завантажували ці сцени на веб-сайти для обміну відео.
На виставці E3 2013 Сакурай заявив, що механіка спотикання, представлена в Brawl, більше не буде, а також заявив, що ігровий процес буде між швидким і змагальним стилем Melee і повільнішим і невимушенішим стилем Brawl. Хоча в грі немає кросплатформної гри між Wii U та 3DS, через те, що кожна версія містить певні ексклюзивні етапи та режими гри, існує можливість переносити персоналізованих персонажів і предмети між двома версіями. Гра ґрунтується на залученні сторонніх розробників попередньої гри з додаванням сторонніх персонажів, таких як Mega Man від Capcom і Pac-Man від Bandai Namco, а також повернення їжака Sega Sonic the Hedgehog. Ця участь виходить за рамки ігрових персонажів, оскільки інші сторонні персонажі, такі як Rayman від Ubisoft, також включені в гру як трофеї. Додавання персонажів Mii було зроблено у відповідь на зростаючу кількість запитів від шанувальників включити в гру персонажів їхньої мрії. Щоб запобігти потенційному залякуванню, а також підтримувати ігровий баланс онлайн, Mii не можна використовувати в онлайн-матчах проти незнайомців. Рішення випустити версію Wii U пізніше від версії 3DS було прийнято, щоб дати можливість кожній версії отримати окремий період налагодження. Апаратні обмеження на Nintendo 3DS призвели до різних варіантів дизайну, таких як усунення трансформацій у середині матчу, відсутність підтримки Circle Pad Pro та відсутність Ice Climbers з гри на NES Ice Climber, які раніше можна було грати як у Melee, так і в Brawl.
Наприкінці серпня 2014 року серія нібито витоку фотографій і відео версії 3DS була завантажена в Інтернет, показуючи на той час кілька неоголошених бійців. Оригінальні відео були видалені невдовзі після того, посилаючись на претензію Nintendo of America щодо авторських прав. Ці витоки були підтверджені 11 вересня 2014 року, коли різні геймери в Японії та Тайвані отримали версію 3DS за два дні до дати її випуску та транслювали кадри гри на Twitch.

### Музика
Як і попередні ігри серії, Super Smash Bros. для Nintendo 3DS та Wii U містить багато оригінальних і переаранжованих музичних творів із різних ігрових франшиз. Обидві версії містять кілька музичних композицій, які можна вибрати та прослухати за допомогою функції «Моя музика», включаючи композиції з попередніх ігор Super Smash Bros. Однак версія 3DS містить менше музики, ніж версія Wii U, і має лише дві пісні на сцену через обмеження розміру. Версія 3DS також має опцію «Грати в сплячому режимі», що дозволяє гравцям слухати музику гри зі звукового меню, коли система перебуває в сплячому режимі.
Різноманітні відомі композитори та музиканти відеоігор, такі як Масасі Хамаузу, Юзо Кошіро, Ясунорі Міцуда, Мотоі Сакураба, Йоко Шімомура, Махіто Йокота, Акарі Каїда, Мічіру Ямане, Кодзі Кондо, Казумі Тотака та Масафумі Такада, серед багатьох інших, зробили аранжування для гри, а оригінальну партитуру написала внутрішня звукова команда Bandai Namco. Дводисковий рекламний саундтрек із певними фрагментами гри був доступний для учасників Club Nintendo, які зареєстрували обидві версії гри до 13 січня 2015 року.

## Випуск
В оголошенні для Super Smash Bros. Invitational, турнір, який проходив на E3 2014, Nintendo представила офіційний адаптер контролера GameCube для Wii U, який дозволяє гравцям використовувати контролери GameCube з грою, а також тематичний ігровий контролер Smash Bros. Адаптер і контролери були випущені разом з грою і також доступні окремо, але відрізняються залежно від регіону. Адаптер контролера GameCube має чотири порти контролера і працює лише з Super Smash Bros. для Wii U. Гравці можуть використовувати до двох адаптерів на Wii U. Пізніше стало відомо, що цей адаптер може працювати з Nintendo Switch у 2017 році.
Super Smash Bros. для Nintendo 3DS було випущено в Японії 13 вересня 2014 року, у Північній Америці та Європі 3 жовтня 2014 року та в Австралії 4 жовтня 2014 року. A демонстраційну версію було випущено в Nintendo eShop 10 вересня 2014 року в Японії та 19 вересня 2014 року в Північній Америці та Європі. Вибрані учасники Club Nintendo Platinum у Північній Америці та Європі отримали ранній доступ до демо-версії 3DS, яка, на відміну від публічної демо-версії гри, мала необмежену кількість ігор. Версія Wii U була випущена в Північній Америці 21 листопада 2014 року, в Європі 28 листопада 2014 року, в Австралії 29 листопада 2014 року та в Японії 6 грудня 2014 року. Комплекти, що містять фігурки Amiibo, були доступні на момент запуску, а остання партія складалася з Bayonetta, Corrin і Cloud.
15 квітня 2015 року було випущено оновлення програмного забезпечення, яке додало можливість купувати додатковий вміст, як-от ігрових персонажів, нові сцени та костюми Mii, а також вирішило деякі проблеми з балансуванням у грі. Воно також додало онлайн-обмін фотографіями, бійцями Mii, повторами та спеціальними етапами. Оновлення, випущене 31 липня 2015 року, додало режим онлайн-турніру та можливість завантажувати повтори на YouTube.
Програма Smash Controller була випущена в Nintendo eShop 14 червня 2015 року, дозволяючи гравцям використовувати Nintendo 3DS як контролер для версії Wii U, не потребуючи копії версії 3DS. 19 липня 2017 року було випущено оновлення програмного забезпечення, яке додало можливість сканувати останню партію DLC Amiibo.

## Критика
| Агрегатор  | Оцінка | Оцінка |
| Агрегатор  | 3DS    | Wii U  |
| ---------- | ------ | ------ |
| Metacritic | 85/100 | 92/100 |

| Видання        | Оцінка          | Оцінка  |
| Видання        | 3DS             | Wii U   |
| -------------- | --------------- | ------- |
| AllGame        | [ 86 ]          | [ 87 ]  |
| Destructoid    | 9/10            | 9.5/10  |
| Eurogamer      | 7/10            | 8/10    |
| Famitsu        | 37/40[джерело?] | Н/Д     |
| Game Informer  | 9.25/10         | 9.75/10 |
| GameRevolution | [ 94 ]          | [ 95 ]  |
| GameSpot       | 8/10            | 9/10    |
| GamesRadar+    | [ 98 ]          | [ 99 ]  |
| GameTrailers   | 7.4/10          | 8.5/10  |
| IGN            | 8.8/10          | 9.8/10  |
| Joystiq        | [ 104 ]         | [ 105 ] |
| Nintendo Life  | [ 106 ]         | [ 107 ] |
| Polygon        | 9/10            | 9.5/10  |

Згідно з даними агрегатора рецензій Metacritic, версія 3DS була загалом позитивною. Гру похвалили за великий і різноманітний список персонажів, покращення ігрової механіки та різноманітність варіантів гри для кількох гравців. Деякі критики включають відсутність однокористувацьких режимів і проблеми, пов’язані з апаратним забезпеченням 3DS, як-от розмір символів на меншому екрані при зменшенні масштабу та проблеми з затримкою як під час локальної, так і онлайнової багатокористувацької гри. Були також повідомлення про те, що гравці пошкоджували свої 3DS Circle Pad під час надмірної гри. Версія 3DS була продана тиражем понад мільйон копій у перші вихідні в Японії і до кінця жовтня 2014 року було продано понад 3,22 мільйона копій в усьому світі.
Версія Wii U отримала схвалення критиків; критики високо оцінили різноманітність режимів гри та вдосконалення функцій у версії 3DS. Деніел Бішоф з Game Revolution назвав гру «найбільшим кроком уперед, який бачили Smashers», похваляючи гру за її графіку та «неймовірно швидку дію». Деніел Старкі з GameSpot розкритикував непостійну продуктивність багатокористувацьких мережевих ігор, але все ж назвав гру «неймовірною», зазначивши: «З випуском Smash Bros. на Wii U вона повністю реалізувала свої цілі». Хосе Отеро з IGN похвалив гру за те, що вона «викликає ностальгію давніх шанувальників Nintendo», а також «доступна для нових гравців». Томас Шуленберг з Joystiq критикував випадкові «матчі, які страждають від заїкань частоти кадрів» під час онлайн-ігор, і обговорював свою «байдужість до досвіду Amiibo», але похвалив гру за її «велику кількість цілей, яких потрібно досягти».

### Продажі
Super Smash Bros. для Nintendo 3DS було продано понад два мільйони копій у Сполучених Штатах до кінця 2014 року. В Японії майже 2 190 000 копій було продано через шість місяців після випуску.
Super Smash Bros. для Wii U стала найшвидше продаваною грою Wii U у США: за перші три дні її доступності було продано 490 000 фізичних і цифрових копій, побивши рекорд, який раніше належав Mario Kart 8. До кінця березня 2015 року було продано понад 1,6 мільйона одиниць. До кінця вересня 2022 року версія 3DS була продана тиражем 9,64 мільйона копій в усьому світі, а версія для Wii U — 5,38 мільйона копій в усьому світі.

### Нагороди
| Рік  | Премія                      | Категорія           | Результат | Пос.    |
| ---- | --------------------------- | ------------------- | --------- | ------- |
| 2015 | 18th Annual D.I.C.E. Awards | Портативна гра року | Перемога  | [ 127 ] |
| 2016 | People's Choice Awards      | Найкраща відеогра   | Перемога  | [ 128 ] |

| Рік  | Премія                      | Категорія            | Результат | Пос.    |
| ---- | --------------------------- | -------------------- | --------- | ------- |
| 2014 | The Game Awards             | Найкраща гра Файтинг | Перемога  | [ 129 ] |
| 2014 | Game Critics Awards         | Найкраща га Файтинг  | Перемога  | [ 130 ] |
| 2014 | USA Today                   | Гра року             | Перемога  | [ 131 ] |
| 2015 | 18th Annual D.I.C.E. Awards | Файтинг гра року     | Перемога  | [ 127 ] |
| 2016 | People's Choice Awards      | Найкраща відеогра    | Перемога  | [ 128 ] |